# Esprit
Esprit è una rivista letteraria francese che si occupa di attualità, filosofia, storia, arte e politica a cadenza mensile.

## Storia
Fondata nell'ottobre del 1932 da Emmanuel Mounier, fu la principale rassegna degli intellettuali del personalismo dell'epoca. Dal 1957 al 1976, il mensile è stato diretto da Jean-Marie Domenach. Paul Thibaud lo diresse dal 1977 al 1989. Dal 1989 Oliver Mongin è il direttore della rivista. Il filosofo Paul Ricœur spesso ha collaborato con la rivista. Esprit è membro della rete Eurozine.
Negli anni trenta, Esprit fu il principale portavoce dei personalisti. Una presentazione della rivista da parte dei suoi autori nel 1933 affermava che si opponeva alla "compromissione" dei valori spirituali con l'ordine stabilito (che Mounier chiamava "disordine stabilito") e mirava a denunciare il loro "sfruttamento da parte dei poteri del denaro, nel regime sociale, nel governo, nella stampa, ecc."
Esprit si opponeva alle riforme parziali e mirava a una ricostruzione globale della base dell'edificio sociale. Considerava come oppositori gli esponenti del "materialismo individualista" (sostenendo che la "giungla capitalista era il suo prodotto finale"), gli esponenti del "materialismo collettivista" (che collegava sia il comunismo che il capitalismo, nonostante le loro opposizioni, nella "stessa metafisica") e il "falso spiritualismo fascista", che sembrava condividere gli stessi avversari, ma in realtà rivolto verso "l'idolatria tirannica delle spiritualità inferiori: esaltazione razzista, passione nazionale, disciplina anonima, devozione allo stato o al leader" o semplice "salvaguardia di interessi economici". La rivista si poneva per la "rinascita" di una "comunità di personalità", in opposizione sia all'individualismo liberale che al collettivismo, in una parola, la società di massa:
()
Esprit ruppe con parte della sua tradizione in seguito alla Liberazione della Francia e si impegnò nei movimenti del New Left. La rivista criticò l'uso sistematico della tortura durante la guerra d'Algeria, pubblicando articoli di esempio di Pierre Vidal-Naquet. Avrebbe influenzato anche negli anni 70 la "Seconda Sinistra", riunita attorno al Partito Socialista Unificato (PSU).